# Dixa hova
Dixa hova är en tvåvingeart som beskrevs av Alexander 1957. Dixa hova ingår i släktet Dixa och familjen u-myggor.
Artens utbredningsområde är Madagaskar. Inga underarter finns listade i Catalogue of Life.